# Società Sportiva Lazio 1939-1940
Questa voce raccoglie le informazioni riguardanti la Società Sportiva Lazio nelle competizioni ufficiali della stagione 1939-1940.

## Stagione
La Lazio partecipò al campionato di Serie A 1939-1940 classificandosi al quarto posto con 35 punti.
In Coppa Italia la Lazio superò i sedicesimi di finale battendo la Triestina in trasferta dopo i tempi supplementari e il Macerata agli ottavi di finale, venendo poi eliminata ai quarti di finale dalla Fiorentina.

## Organigramma societario
Area direttiva
- Presidente: Remo Zenobi, poi Andrea Ercoli

Area tecnica
- Allenatore: Géza Kertész

## Rosa
| N. |                    | Ruolo | Calciatore          |
| -- | ------------------ | ----- | ------------------- |
|    | Italia (bandiera)  | P     | Giacomo Blason      |
|    | Italia (bandiera)  | P     | Corrado Giovannini  |
|    | Italia (bandiera)  | P     | Corrado Giubilo     |
|    | Italia (bandiera)  | P     | Vincenzo Provera    |
|    | Italia (bandiera)  | D     | Paolo Agosteo       |
|    | Italia (bandiera)  | D     | Ferdinando Dal Pont |
|    | Uruguay (bandiera) | D     | Maximiliano Faotto  |
|    | Italia (bandiera)  | D     | Renato Ferrarese    |
|    | Italia (bandiera)  | D     | Alessandro Ferri    |
|    | Italia (bandiera)  | D     | Alfredo Monza       |
|    | Italia (bandiera)  | C     | Giuseppe Baldo      |
|    | Italia (bandiera)  | C     | Bruno Camolese      |
|    | Italia (bandiera)  | C     | Alessandro Capponi  |

| N. |                      | Ruolo | Calciatore        |
| -- | -------------------- | ----- | ----------------- |
|    | Italia (bandiera)    | C     | Vittorio Dagianti |
|    | Argentina (bandiera) | C     | Enrique Flamini   |
|    | Italia (bandiera)    | C     | Luigi Milano      |
|    | Italia (bandiera)    | C     | Luciano Ramella   |
|    | Argentina (bandiera) | A     | Evaristo Barrera  |
|    | Italia (bandiera)    | A     | Umberto Busani    |
|    | Italia (bandiera)    | A     | Giovanni Costa    |
|    | Italia (bandiera)    | A     | Elvezio D'Orazi   |
|    | Italia (bandiera)    | A     | Ottavio Morgia    |
|    | Italia (bandiera)    | A     | Silvio Piola      |
|    | Argentina (bandiera) | A     | Silvestro Pisa I  |
|    | Italia (bandiera)    | A     | Luigi Vettraino   |

## Calciomercato
| Acquisti | Acquisti           | Acquisti      | Acquisti   |
| R.       | Nome               | da            | Modalità   |
| -------- | ------------------ | ------------- | ---------- |
| P        | Corrado Giovannini | Rimini        | definitivo |
| D        | Paolo Agosteo      | Genova 1893   | definitivo |
| C        | Enrique Flamini    | Racing Club   | definitivo |
| A        | Evaristo Barrera   | Racing Club   | definitivo |
| A        | Silvestro Pisa I   | Independiente | definitivo |

| Cessioni | Cessioni          | Cessioni | Cessioni      |
| R.       | Nome              | a        | Modalità      |
| -------- | ----------------- | -------- | ------------- |
| D        | Luigi Allemandi   |          | fine carriera |
| D        | Renato Tofani     | Brindisi | definitivo    |
| D        | Benedicto Zacconi |          | fine carriera |
| C        | Libero Marchini   | Torino   | definitivo    |
| C        | Giovanni Riccardi | Liguria  | definitivo    |
| A        | Emilio Capri      | Torino   | definitivo    |
| A        | Giuseppe Mancini  | Catania  | definitivo    |

## Risultati

### Serie A

#### Girone di andata
| Arbitro: | Mattea (Torino) |

|           |           |            |
| Uneddu 2’ | Marcatori | 20’ Pisa I |

| Arbitro: | Zelocchi (Modena) |

|               |           |            |
| Vettraino 20’ | Marcatori | 65’ Petron |

| Arbitro: | Scorzoni (Bologna) |

|                        |           |                                    |
| Menti II 44’ Poggi 52’ | Marcatori | 16’ Vettraino 42’ Busani 45’ Piola |

| Arbitro: | Rosso (Torino) |

|                                       |           |                   |
| Pisa I 50’, 52’ Flamini 73’ Piola 79’ | Marcatori | 89’ (aut.) Faotto |

| Arbitro: | Scarpi (Dolo) |

|  |           |                      |
|  | Marcatori | 50’ Pisa I 55’ Piola |

| Arbitro: | Ciamberlini (Genova) |

|  |           |           |
|  | Marcatori | 1’ Fabbri |

| Arbitro: | Moretti (Genova) |

|            |           |  |
| Busani 53’ | Marcatori |  |

| Arbitro: | Mattea (Torino) |

|                                        |           |           |
| Andreolo 34’ (rig.) Puricelli 78’, 87’ | Marcatori | 24’ Monza |

| Arbitro: | Galeati (Bologna) |

|                                      |           |  |
| Pisa I 21’, 74’ Busani 60’ Baldo 90’ | Marcatori |  |

| Arbitro: | Moretti (Genova) |

|                          |           |             |
| Corbelli 60’ Alberti 70’ | Marcatori | 27’ Flamini |

| Arbitro: | Scorzoni (Bologna) |

|                |           |  |
| Piola 12’, 88’ | Marcatori |  |

| Genova 17 dicembre 1939 12ª giornata | Liguria       | 0 – 0 referto | Lazio | Stadio del Littorio\| Arbitro: \| Scarpi (Dolo) \| |
| Arbitro:                             | Scarpi (Dolo) |               |       |                                                    |

| Arbitro: | Galeati (Bologna) |

|           |           |             |
| Piola 56’ | Marcatori | 44’ Demaría |

| Arbitro: | Scorzoni (Bologna) |

|               |           |  |
| Campilongo 5’ | Marcatori |  |

| Arbitro: | Scarpi (Dolo) |

|                          |           |  |
| Vettraino 43’ Pisa I 44’ | Marcatori |  |

#### Girone di ritorno
| Arbitro: | Pizziolo (Firenze) |

|           |           |           |
| Pisa I 4’ | Marcatori | 18’ Braga |

| Arbitro: | Moretti (Genova) |

|  |           |            |
|  | Marcatori | 34’ Pisa I |

| Arbitro: | Bertolio (Torino) |

|               |           |                  |
| Vettraino 74’ | Marcatori | 80’ Tagliasacchi |

| Arbitro: | Bonivento (Venezia) |

|                                                   |           |  |
| Arcari 28’, 64’ (rig.) Bertoni 30’ Scarabello 87’ | Marcatori |  |

| Arbitro: | Soliani (Genova) |

|                       |           |                       |
| Barrera 43’ Piola 81’ | Marcatori | 31’ Menti I 66’ Boffi |

| Arbitro: | Galeati (Bologna) |

|            |           |                                                     |
| Dugini 30’ | Marcatori | 11’, 69’ Busani 43’ Vettraino 55’ Barrera 81’ Piola |

| Novara 10 marzo 1940 22ª giornata | Novara             | 0 – 0 referto | Lazio | Stadio Comunale del Littorio\| Arbitro: \| Pizziolo (Firenze) \| |
| Arbitro:                          | Pizziolo (Firenze) |               |       |                                                                  |

| Arbitro: | Bertolio (Torino) |

|                         |           |                              |
| Flamini 23’ Barrera 77’ | Marcatori | 20’ Puricelli 85’ Montesanto |

| Arbitro: | Scorzoni (Bologna) |

|                                     |           |             |
| Tomasi 24’ Gabetto 35’ Borel II 62’ | Marcatori | 54’ Barrera |

| Arbitro: | Francesco Mattea (Torino) |

|             |           |  |
| Flamini 56’ | Marcatori |  |

| Arbitro: | Francesco Mattea (Torino) |

|            |           |             |
| Quario 61’ | Marcatori | 88’ Barrera |

| Arbitro: | Scorzoni (Bologna) |

|                              |           |                          |
| Piola 71’ Barrera 85’ (rig.) | Marcatori | 18’ Bollano 49’ Riccardi |

| Arbitro: | Scarpi (Dolo) |

|                                          |           |  |
| Barsanti 32’, 67’ Demaría 36’ Frossi 37’ | Marcatori |  |

| Arbitro: | Soliani (Genova) |

|             |           |  |
| Flamini 12’ | Marcatori |  |

| Arbitro: | Conticini (Firenze) |

|                         |           |                                 |
| Trevisan 42’ Grezar 48’ | Marcatori | 18’, 54’ Vettraino 52’ Dagianti |

### Coppa Italia

#### Fase finale
| Arbitro: | Bertolio (Torino) |

|              |           |                      |
| Tosolini 47’ | Marcatori | 87’ Baldo 110’ Piola |

| Arbitro: | Viarengo (Asti) |

|                          |           |  |
| Barrera 23’ Camolese 66’ | Marcatori |  |

| Arbitro: | Zelocchi (Modena) |

|                                          |           |               |
| Celoria 12’ Baldini 35’, 78’ Morisco 50’ | Marcatori | 31’ Vettraino |

## Statistiche

### Statistiche di squadra
| Competizione | Punti | In casa | In casa | In casa | In casa | In casa | In casa | In trasferta | In trasferta | In trasferta | In trasferta | In trasferta | In trasferta | Totale | Totale | Totale | Totale | Totale | Totale | DR |
| Competizione | Punti | G       | V       | N       | P       | Gf      | Gs      | G            | V            | N            | P            | Gf           | Gs           | G      | V      | N      | P      | Gf     | Gs     | DR |
| ------------ | ----- | ------- | ------- | ------- | ------- | ------- | ------- | ------------ | ------------ | ------------ | ------------ | ------------ | ------------ | ------ | ------ | ------ | ------ | ------ | ------ | -- |
| Serie A      | 35    | 15      | 7       | 7       | 1       | 25      | 12      | 15           | 5            | 4            | 6            | 19           | 24           | 30     | 12     | 11     | 7      | 44     | 36     | +8 |
| Coppa Italia |       | 1       | 1       | 0       | 0       | 2       | 0       | 2            | 1            | 0            | 1            | 3            | 5            | 3      | 2      | 0      | 1      | 5      | 5      | 0  |
| Totale       |       | 16      | 8       | 7       | 1       | 27      | 12      | 17           | 6            | 4            | 7            | 22           | 29           | 33     | 14     | 11     | 8      | 49     | 41     | +8 |

### Statistiche dei giocatori
| Giocatore     | Serie A  | Serie A | Coppa Italia | Coppa Italia | Totale   | Totale |
| Giocatore     | Presenze | Reti    | Presenze     | Reti         | Presenze | Reti   |
| ------------- | -------- | ------- | ------------ | ------------ | -------- | ------ |
| P. Agosteo    | -        | -       | -            | -            | -        | -      |
| G. Baldo      | 28       | 1       | 3            | 1            | 31       | 2      |
| E. Barrera    | 16       | 6       | 2            | 1            | 18       | 7      |
| G. Blason     | 24       | -28     | 1            | -1           | 25       | -29    |
| U. Busani     | 24       | 5       | 2            | 0            | 26       | 5      |
| B. Camolese   | 10       | 0       | 2            | 1            | 12       | 1      |
| A. Capponi    | -        | -       | -            | -            | -        | -      |
| G. Costa      | 4        | 0       | -            | -            | 4        | 0      |
| E. D'Orazi    | 1        | 0       | -            | -            | 1        | 0      |
| V. Dagianti   | 3        | 1       | 1            | 0            | 4        | 1      |
| F. Dal Pont   | -        | -       | -            | -            | -        | -      |
| M. Faotto     | 24       | 0       | 2            | 0            | 26       | 0      |
| R. Ferrarese  | 1        | 0       | -            | -            | 1        | 0      |
| A. Ferri      | 4        | 0       | 1            | 0            | 5        | 0      |
| E. Flamini    | 26       | 5       | 2            | 0            | 28       | 5      |
| C. Giovannini | 2        | -2      | -            | -            | 2        | -2     |
| C. Giubilo    | 3        | -4      | 1            | 0            | 4        | -4     |
| L. Milano     | 28       | 0       | 2            | 0            | 30       | 0      |
| A. Monza      | 30       | 1       | 3            | 0            | 33       | 1      |
| O. Morgia     | -        | -       | -            | -            | -        | -      |
| S. Piola      | 23       | 9       | 2            | 1            | 25       | 10     |
| S. Pisa I     | 21       | 9       | 2            | 0            | 23       | 9      |
| V. Provera    | 1        | -2      | 1            | -4           | 2        | -6     |
| L. Ramella    | 30       | 0       | 3            | 0            | 33       | 0      |
| L. Vettraino  | 27       | 7       | 3            | 1            | 30       | 8      |

## Riserve
La squadra riserve della Lazio ha disputato nella stagione 1939-1940 il Campionato Riserve.

### Rosa
| N. |                   | Ruolo | Calciatore          |
| -- | ----------------- | ----- | ------------------- |
|    | Italia (bandiera) | P     | Giacomo Blason      |
|    | Italia (bandiera) | P     | Corrado Giovannini  |
|    | Italia (bandiera) | P     | Corrado Giubilo     |
|    | Italia (bandiera) | P     | Vincenzo Provera    |
|    | Italia (bandiera) | D     | Paolo Agosteo       |
|    | Italia (bandiera) | D     | Ferdinando Dal Pont |
|    | Italia (bandiera) | D     | Aldo Di Santo       |
|    | Italia (bandiera) | D     | Renato Ferrarese    |
|    | Italia (bandiera) | D     | Alessandro Ferri    |
|    | Italia (bandiera) | D     | Rolando Giovanardi  |
|    | Italia (bandiera) | D     | Edoardo Valenti     |
|    | Italia (bandiera) | C     | Bruno Camolese      |
|    | Italia (bandiera) | C     | Alessandro Capponi  |
|    | Italia (bandiera) | C     | Vittorio Dagianti   |

| N. |                      | Ruolo | Calciatore         |
| -- | -------------------- | ----- | ------------------ |
|    | Italia (bandiera)    | C     | Armando Palma      |
|    | Italia (bandiera)    | C     | Romolo Sforza      |
|    | Italia (bandiera)    | C     | Stelio Tugnoli     |
|    | Italia (bandiera)    | A     | Acquarone          |
|    | Argentina (bandiera) | A     | Evaristo Barrera   |
|    | Italia (bandiera)    | A     | Giovanni Costa     |
|    | Italia (bandiera)    | A     | Elvezio D'Orazi    |
|    | Italia (bandiera)    | A     | Umberto Lombardini |
|    | Italia (bandiera)    | A     | Armando Longhi I   |
|    | Italia (bandiera)    | A     | Otello Longhi II   |
|    | Italia (bandiera)    | A     | Ottavio Morgia     |
|    | Italia (bandiera)    | A     | Arturo Mozzetta I  |
|    | Italia (bandiera)    | A     | Nicola Rossano     |
|    | Italia (bandiera)    | A     | Luigi Vettraino    |